# Ingeborg Beugel

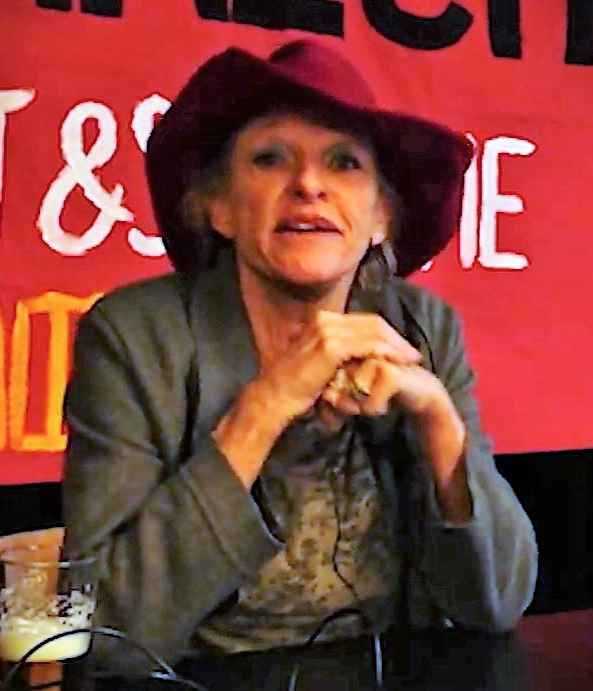
Ingeborg Beugel

Ingeborg Beugel (Den Haag, 3 juni 1960) is een Nederlands televisieprogrammamaker.
Beugel voltooide het gymnasium in Brussel, was correspondent op de Balkan, met standplaats Athene; ze was verslaggever bij het actualiteitenprogramma Netwerk en vervolgens programmamaker bij de IKON.
Van haar hand zijn de twee zesdelige televisieseries voor de IKON "Geloof seks en (wan)hoop" (2006), en "Geloof seks en (wan)hoop II" (2008). Ook maakte ze de serie "Familietrots" (2004) over het Amsterdamse gezin Tokkie. Haar documentaire "Dear Europe" over Guineese jongens die als verstekelingen doodvroren in de wielkasten van een vliegtuig, werd bekroond met een Golden Gate Award. Beugel was de enige journalist die contact kreeg met Laetitia Delhez, slachtoffer van Marc Dutroux, over wie zij een reportage maakte in 2001.
In 1992 deed Beugel de interviews tijdens de productie van de NOS-EBU televisiedocumentaire Rebètika, de Griekse Blues van Rolan Hurioglu in samenwerking met de muzikanten van de groep Ano Kato.
In 2006 onderging Beugel een facelift in het Thaise Bumrungrad Hospital in Bangkok. Er werd een radioprogramma over gemaakt dat in 2007 werd uitgezonden in 'De Ochtenden' van de VPRO. Het programma werd herhaald op HollandDoc in 2008.
In 2014 maakte ze een documentaire over de overgang bij vrouwen met als titel "Uitgebloe(i)d ?".
In 2021 werd Beugel op 13 juni op het Griekse eiland Hydra opgepakt, omdat ze een Afghaanse vluchteling onderdak verleende. Het tweetal kwam na een dag weer vrij. Beugel kon een jaar gevangenisstraf en een boete van 10.500 euro krijgen. In oktober van dat jaar zou haar zaak voor de rechter komen. Op 17 november werd bekend dat Beugel Griekenland voor onbepaalde tijd zou verlaten. Ze zei ernstig bedreigd te zijn sinds de persconferentie waarin ze de Griekse premier Kyriakos Mitsotakis vroeg wanneer hij zou "stoppen met liegen" over de zogeheten pushbacks en hem verwijten maakte over zijn asielbeleid.
In december 2023 ontstond ophef op X nadat Beugel in de nasleep van de terreuraanvallen op Israël van 7 oktober 2023 berichten op datzelfde platform had gepost waarin ze ontkende dat terreurgroep Hamas bij die aanvallen vrouwen had verkracht en baby's had onthoofd, dat er sprake was van terreurinfrastructuur van Hamas in onder meer ziekenhuizen in de Gazastrook of tunnels van Hamas in dat gebied. Als gevolg van de ophef werd in een 'community note' de onjuistheid van deze beweringen en het feit dat zij Hamaspropaganda betreffen onderbouwd, met verwijzing naar berichten van NOS, CNN en Al Jazeera.